# Datalogisk Institut
Datalogisk Institut ved Københavns Universitet (DIKU) varetager forskning og undervisning i datalogi ved Det Natur- og Biovidenskabelige Fakultet. DIKU har p.t. (2014) hjemme på universitetets Nørre Campus i Universitetsparken. Tidligere havde DIKU hjemme i bygninger, der oprindeligt husede Anatomisk Institut, dels i eScience Center på H.C. Ørsted Institutet.
DIKU udbyder bachelor-, kandidat- og ph.d.-uddannelser i datalogi. Bacheloruddannelsen optager studenter med en gymnasial eksamen og giver adgang til kandidatuddannelsen. Kurser udbydes i samarbejde med andre danske universiteter via Åbent Universitet-samarbejdet, især afholdes kurser ved Danmarks Tekniske Universitet (DTU) og IT-Universitetet i København (ITU). Meget af undervisningen i datalogiske emner ved IT-universitetet varetages af DIKU. Datalogisk Institut, Københavns Universitet lå i 2024 på nr. 32 på den akademiske Shanghai-rankingliste, over universiteter med et datalogisk institut.

## DIKU's historie
DIKU blev grundlagt i 1970 som det første datalogiske institut med Peter Naur som den første professor i datalogi. Naur arbejdede før ansættelsen på DIKU hos A/S Regnecentralen og var på daværende tidspunkt allerede kendt i internationale kredse, da han f.eks. deltog i en international arbejdsgruppe, der udformede programmeringssproget ALGOL. Københavns Universitet havde tidligere haft "datalogi" i form af kurset matematik 4 på Institut for Matematiske Fag, som i 1963 havde anskaffet et regneanlæg (en computer) af typen GIER.
Peter Naur blev som professor emeritus ved DIKU i 2005 tildelt "datalogiens nobelpris", ACMs Turing Award, for sit arbejde med især ALGOL60-programmeringssproget, som bl.a. dannede basis for Pascal, samt Backus-Naur formen til beskrivelse af programmeringssprog.

## Forskning
DIKU foretager forskning indenfor størstedelen af de teoretiske datalogiske områder. Siden 2018 har DIKU følgende forskningssektioner:

### Algorithms and Complexity (AC)[2]
- HIPERFIT Arkiveret 22. oktober 2014 hos  Wayback Machine (High Performance Computing in Financial IT)
- EADS Arkiveret 14. november 2014 hos  Wayback Machine (Center for Efficient Algorithms and Data Structures)
- Performance Engineering
- Reversible Computation
- Computational Biology
- Kleene Meets Church
- DMS Lab (Data Management and Systems)

### Human-Centered Computing (HCC)[3]
- Human-Computer Interaction (HCI)
- Computer-Supported Cooperative Work (CSCW)
- Systems Development
- Health Informatics
- Experience Lab

### Image Analysis, Computational Modelling, and Geometry (IMAGE)[4]
- Computer Vision
- Machine Learning
- Mathematical Image analysis
- Simulation Center
- Medical Imageing
- BioImaging
- Information Retrieval
- Natural Language Processing

## Tværfagligt og internationalt samarbejde
Undervisning og forskning udføres i samarbejde med hovedsagelig de andre naturvidenskabelige fag, matematik, fysik, kemi og biologi, og ingeniøruddannelserne ved DTU, men også samarbejde med psykologi, medicin og tandlægeuddannelserne finder sted, bl.a. i form af Krop & Bevidsthed-satsningsområdet på KU.[kilde mangler] Dertil udveksles både studerende og forskere mellem DIKU og andre datalogiske institutter i Europa og resten af verden.
Studerende kan komme et halvt eller et helt år til udlandet og studere vha. det europæiske Erasmus-samarbejde eller samarbejdsaftaler med universiteter i bl.a. USA, Canada og Australien. Et tæt samarbejde er blevet indledt med University of Tokyo.

## Berømte personer tilknyttet instituttet
- Per Brinch Hansen var professor på instituttet fra 1984 til 1987.
- Peter Naur var professor på instituttet fra 1969 til 1998.

## Studiemiljø
Blandt de forhold, der understøtter studiemiljøet på DIKU, er DIKUrevy, der har været afholdt siden 1973, en studenterdrevet kantine, et fodboldhold samt social- og festforeningen RusKursusGruppen.

## Diverse
DIKU har lagt navn til DikuMUD, et af de tidlige Internet-baserede flerbrugerspil. Spillet var oprindeligt udviklet af studerende på instituttet.
I Ole Bornedals spændingsfilm Nattevagten fra 1994 blev instituttets daværende indgangsparti og trappeopgang i det tidligere anatomisk institut brugt som en fremtrædende location.

## Ekstern henvisning
- Datalogisk Institut, Københavns Universitet Arkiveret 30. november 2020 hos  Wayback Machine

55°42′7″N 12°33′40″Ø / 55.70194°N 12.56111°Ø